# 皆川廣照
皆川廣照（日语：〔〕／ Minagawa Hiroteru，1548年—1628年1月28日）是日本戰國時代至江戶時代前期的武將、大名。下野長沼城城主。下野皆川藩藩主、信濃飯山藩藩主、常陸府中藩初代藩主。
父親是皆川俊宗。水谷正村是廣照的伯父。山上宗二前往關東之際把秘傳書《山上宗二記》交給他，因此被推測為茶道造詣很深的人物。

## 生平
永祿4年（1561年），父親皆川俊宗在皆川家的支城太平山城接待上杉謙信，即由廣照擔任接待役。廣照與父親俊宗於永祿6年（1563年）攻略川連城，永祿7年（1564年）攻略榎本城。父親俊宗於元龜3年（1572年）正月，與北条氏政、那須資胤聯手，佔領主家宇都宮氏的居城宇都宮城，廣照受命將宇都宮廣綱幽閉起來。
皆川俊宗於天正元年（1573年）聯合北条氏政與上杉方戰於關宿城時戰死，兄長廣勝成為當主。
天正3年（1575年），廣照與家臣齋藤秀隆攻陷佐野氏家臣平野久國守備的粟野城。
在天正4年（1576年）因為兄長廣勝在29歳時死去而繼任家督。最初仕於宇都宮氏。有很優秀的處世之術，天正6年（1578年）上杉謙信去世後，廣照加入了以佐竹氏為中心的北關東領主聯盟。
天正7年（1579年），北条氏與佐竹氏、宇都宮氏、那須氏、結城氏等聯軍於下總國小川之原對陣，此時，廣照加入北条方參陣。雙方對峙2個月後撤退，此後北条方的關東經略暫時受挫。此後，廣照著手皆川城的東方支城栃木城的擴張，將川連城下圓通寺、常願寺等寺社一一修築。
為鞏固勢力並求生存，天正8年（1580年），透過德川家臣中川忠保試圖與德川家康建立關係，又在天正9年（1581年）派家臣關口石見守向織田信長送出黒脚毛之名馬3匹，以建立雙方關係。信長大喜之餘，回贈「天下布武」的朱印狀、縮羅百端、紅緒五十結及虎革五枚，並命瀧川一益確保東海道的安全，派兵護送關口石見守返國。關口返國路上，順道於濱松城面見德川家康，家康囑咐今後將與廣照保持密切交流，並贈以土産宇治茶。
翌年（1582年）仕於往關東赴任的信長家臣瀧川一益。在信長死後，北条與瀧川一益為爭奪領土，戰於神流川（神流川之戰），戰敗後，廣照與佐野房綱、水谷勝俊陪同一益與家康會合。天正壬午之亂時，一度成為德川方於若神子之戰與北条氏直爭戰。
天正13年（1585年）北条氏照率大軍討伐廣照，經過大平連山之戰及草倉山之戰後，於天正14年（1586年）在德川家康、佐竹義宣仲介下，降伏北条氏並成為家臣，於北条方小田原城竹浦口守備。
天正18年（1590年），在秀吉的小田原征伐期間向家康投降而成功保住所領。廣照將居城從皆川城移往栃木城，並針對西側流經的巴波川外堀的城下町進行整備。
皆川廣照與千利休的弟子山上宗二的交情深厚，山上宗二前往關東之際，把茶道秘傳書『山上宗二記』交給他，因此天正18年（1590年）小田原城籠城之際，宗二自小田原城逃離後，由廣照同行向豐臣秀吉投降。4月10日獲許回到利休門下。
慶長5年（1600年）會津征伐之際，與德川秀忠同行前往宇都宮，與水谷勝俊、大田原晴清共同守備下野國大田原城。之後布陣於鍋掛防備上杉氏南下。同時，兒子隆庸跟隨秀忠進攻信濃國上田城。慶長6年（1601年）正月敘任從四位下。
之後成為家康六男松平忠輝的守役、御附家老，擔任忠輝的補佐役，忠輝成為信濃國川中島藩主後，將信濃國4萬石及飯山城賞賜給廣照，連同舊領合計7萬5000石。但是忠輝性情暴烈，廣照屢屢勸誡都不悔改。慶長14年（1609年）9月，山田重辰、松平清直將忠輝的惡形惡狀向駿府的家康告狀，廣照雖然向幕府申訴，但仍被家康認為是不適格的家老而遭到改易。改易後於京都智積院剃髮出家，號老圃齋。
但是在元和9年（1623年）被德川家光赦免並得到常陸新治郡府中1萬石。在寬永2年（1625年）把家督之位讓予嫡男隆庸後隱居，在2年後寬永4年（1627年）10月22日以80歳之齡死去。